# Creu Coberta d'Aiora
La Creu Coberta d'Aiora o Creu de Sant Antoni és una creu de terme gòtica situada al municipi d'Aiora. Feta de pedra, està protegida per un casalici quadrangular, amb coberta de teula a quatre aigües, bigues de fusta i sostingut per quatre pilars de pedra. La Direcció General de Patrimoni Cultural de la Conselleria de Cultura va tramitar l'any 2011 la inscripció com Bé d'interès cultural (BIC) de la Creu Coberta d'Aiora.

## Descripció
La Creu de Sant Antoni és una creu de terme situada a la carretera a Almansa, a l'eixida de la població. Es tracta d'una columna de pedra de forma hexagonal, de més de dos metres d'alçada, coronada per una creu llaurada, similar a les de tipus occità, amb un Crist crucificat a l'interior d'una de les cara i una imatge llaurada de la Verge a l'altra. Les dues peces estan col·locades sobre un podi circular de tres altures, també en pedra, que li dona al conjunt una alçada superior als tres metres. Tota la creu de terme està protegida per un edicle quadrangular, amb coberta de teula a quatre aigües i bigues de fusta sostingudes per quatre pilars de pedra. El monument va ser construït al segle xv i se li atribueix a Miguel Molsós.